# Cantoire
Cantoire, en italien Cantoira, est une commune italienne de la ville métropolitaine de Turin dans la région Piémont en Italie.

## Administration
| Période                                  | Période  | Identité           | Étiquette    | Qualité |
| ---------------------------------------- | -------- | ------------------ | ------------ | ------- |
| 29 mai 2007                              | En cours | Celestina Olivetti | lista civica |         |
| Les données manquantes sont à compléter. |          |                    |              |         |

### Communes limitrophes
Locana, Chialamberto, Monastero di Lanzo, Ceres